# Alexis de Évrard de Fayolle
Pour les articles homonymes, voir Fayolle.
Alexis de Évrard de Fayolle, aussi appelé Alexis Évrard de Fayolle , né le 3 janvier 1862 à Valence et mort le 25 juillet 1913 à Bordeaux, est un numismate et archéologue français. Collectionneur privé, conservateur du musée archéologique de Bordeaux, il a légué à la ville plusieurs milliers de monnaies, médailles et objets divers.

## Biographie
Philippe Alexis Édouard Évrard de Fayolle naît à Valence, dans la Drôme, en 1862. Il s'installe à Bordeaux comme pharmacien. Collectionneur passionné, numismate et archéologue amateur, il publie quelques ouvrages savants sur les médailles anciennes. 
Il devient conservateur du musée archéologique de Bordeaux. 
En 1903, il cède aux Archives municipales de Bordeaux une partie de sa collection d'estampes, dessins, plans, et cartes postales, datant pour l'essentiel du XIXe siècle. 
Il meurt le 25 juillet 1913 à Bordeaux.

## Hommage
Sans doute en reconnaissance des quelque 12 000 pièces, médailles et jetons et 8 000 objets divers qu'il lègue aux musées de Bordeaux, une voie du centre de Bordeaux, le cours Évrard-de-Fayolle, a été baptisée à son nom.

## Bibliographie

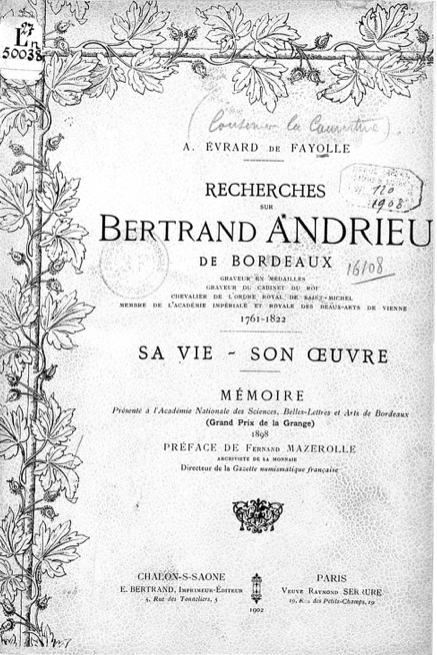
Frontispice des Recherches sur Bertrand Andrieu d'Évrard de Fayolle.